# Podostrog
Podostrog (en serbe cyrillique : Подострог) est un village du sud du Monténégro, dans la municipalité de Budva.

## Démographie

### Évolution historique de la population
| 1948 | 1953 | 1961 | 1971 | 1981 | 1991 | 2003 |
| ---- | ---- | ---- | ---- | ---- | ---- | ---- |
| 290  | 290  | 255  | 293  | 201  | 195  | 364  |